# Olga Bolșova
Olga Bolșova, née le 16 juin 1968 à Chișinău, est une athlète moldave. 

## Biographie
Ses parents Viktor Bolșov et Valentina Maslovska sont athlètes de compétition au temps de l'Union soviétique.
Elle participe aux Jeux olympiques de 1992, 1996, 2000 et 2004. Elle obtient la médaille de bronze en saut en hauteur lors des championnats d'Europe en salle de 1996.
Son record personnel est de 1,97 m obtenu le 5 septembre 1993 à Rieti (ITA).
Sa fille est la joueuse de tennis Aliona Bolșova.